# Ян Стокласка
Ян Стокласка (чеськ. Jan Stokláska, 7 лютого 1983, Прага) — чеський бобслеїст, розганяючий, виступає за збірну Чехії з 2006 року. Брав участь у зимових Олімпійських іграх у Ванкувері.